# Führer der Unterseeboote West

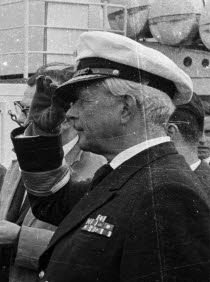
Hans-Rudolf Rösing

Führer der Unterseeboote West (F.d.U.West) was een eenheid die het commando voerde over alle Unterseebootsflottillen in West-Europa tijdens de Tweede Wereldoorlog.
Het Führer der Unterseeboote West werd in juli 1942 opgericht en had zijn hoofdkwartier in Parijs. In het voorjaar van 1943 werd het hoofdkwartier overgeheveld van Parijs naar Angers. In Angers kreeg de eenheid ook de beschikking over een volledige staf. In augustus 1944 werd het hoofdkwartier overgeplaatst naar Bergen, waar het tot het einde van de oorlog opereerde. 
Kapitän zur See Hans-Rudolf Rösing had tijdens het gehele bestaan van de eenheid de leiding.

## Slagorde
- 1. Unterseebootsflottille
- 2. Unterseebootsflottille
- 3. Unterseebootsflottille
- 6. Unterseebootsflottille
- 7. Unterseebootsflottille
- 9. Unterseebootsflottille
- 10. Unterseebootsflottille
- 11. Unterseebootsflottille
- 12. Unterseebootsflottille
- 13. Unterseebootsflottille